# Heeresmusikkorps Hannover
Das Heeresmusikkorps Hannover (HMusKorps Hannover), bis 18. September 2013 Heeresmusikkorps 1 (HMusKorps 1) mit Standort in Hannover ist ein Heeresmusikkorps der Bundeswehr. Im Zuge der Neuausrichtung der Bundeswehr wurde das Heeresmusikkorps 1 dem Streitkräfteamt unterstellt, und ist somit Teil der Streitkräftebasis.

## Aufgabe

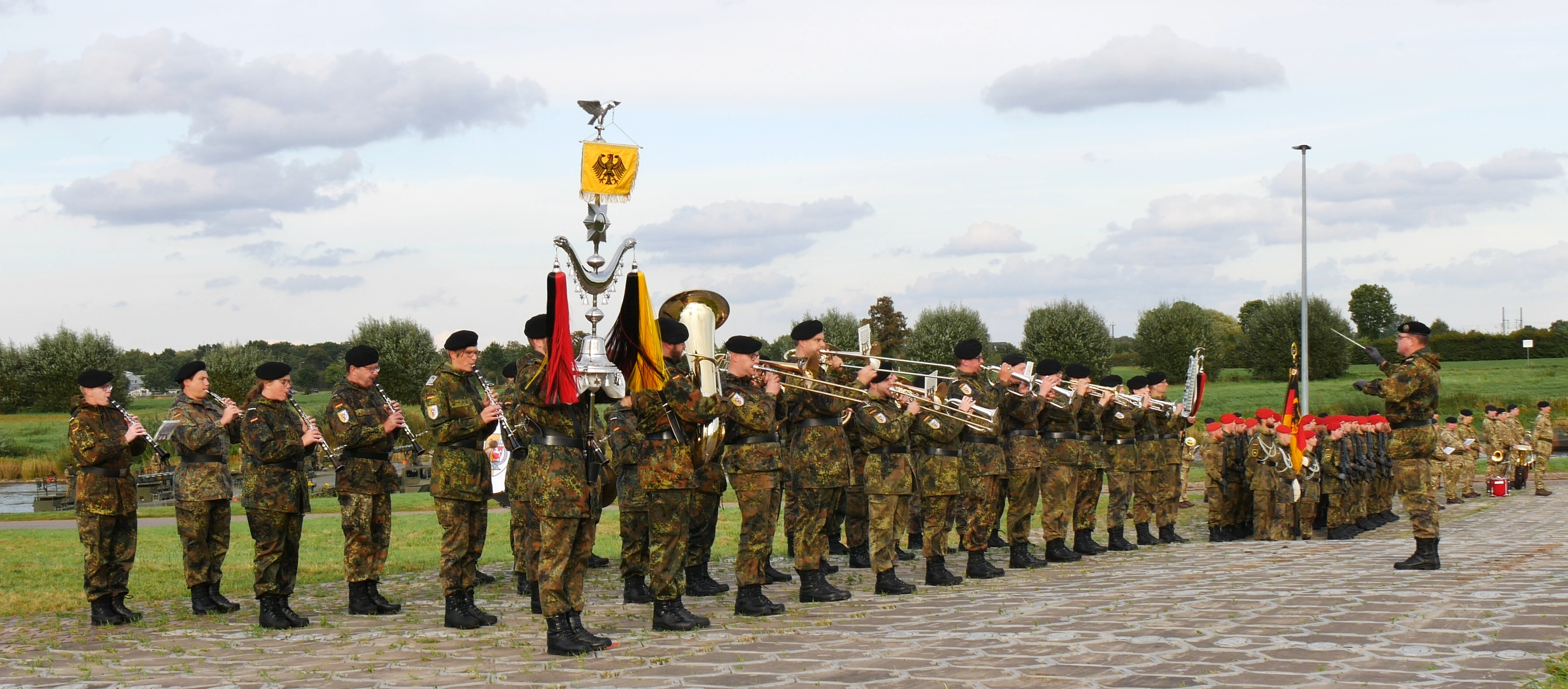
Das HMK Hannover unter Leitung von Oberstleutnant Martin Wehn bei einem Umgliederungsappell in Minden 2021

Das Heeresmusikkorps tritt überwiegend zur musikalischen Umrahmung von Truppenzeremoniellen in den Bundesländern Niedersachsen und Nordrhein-Westfalen auf, aber auch bei anderen nationalen und internationalen Veranstaltungen mit dienstlichem Hintergrund. Dazu gehören unter anderem Auftritte in Rundfunk und Fernsehen sowie bei Militärmusikfestivals.
Das Heeresmusikkorps Hannover tritt zudem auch in kleineren Besetzungen (siehe unten) bei öffentlichen Konzerten weltweit auf.

## Geschichte

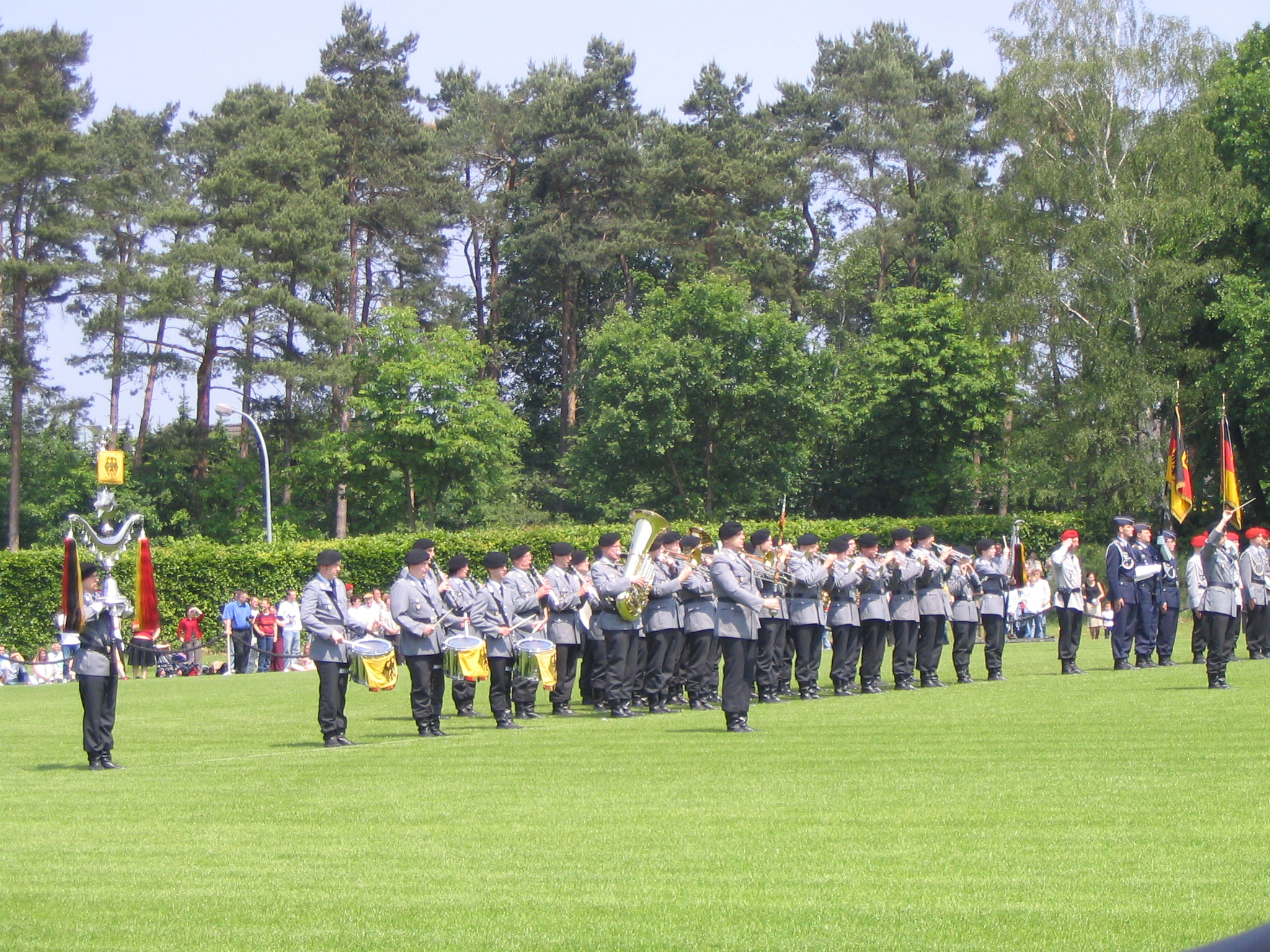
Das Heeresmusikkorps 1 bei einem Appell im Jahre 2006

Das Heeresmusikkorps 1 wurde im Jahre 1956 unter der damaligen Bezeichnung als Musikkorps II A aufgestellt. Danach hieß das Musikkorps ab 1959 Heeresmusikkorps 1. Seit Aufstellung war es ununterbrochen der 1. Division unterstellt, einer Panzerdivision, weshalb bis heute schwarze Barette getragen werden.
1967 erfolgte die erste Schallplattenaufnahme „Großkonzert der Bundeswehr“.
Das Musikkorps nahm 1972 an den XX. Olympischen Spielen in München teil.
Aus der jüngeren Geschichte sticht neben unzähligen Auftritten in Europa besonders ein Einsatz zum Kommandowechsel im Jahr 2011 in Afghanistan heraus.
Internationale Beachtung fand auch der Einsatz in Kanada beim „Royal Nova Scotia International Tattoo“ in Halifax im Jahr 2012.
Zudem nahm das Heeresmusikkorps Hannover zahlreiche Tonträger auf, zuletzt im Januar 2011 die CD "Hocuspocus".

## Leitung (Dirigenten)
- 1956–1966 Major Martin Kothe
- 1966–1978 Oberstleutnant Hans Herzberg
- 1978–1987 Oberstleutnant Eberhard von Freymann
- 1987–1991 Oberstleutnant Robert Kuckertz
- 1991–1996 Oberstleutnant Martin Kötter
- 1996–2008 Oberstleutnant Friedrich Szepansky
- 2008–2014 Oberstleutnant Manfred Peter
- 2014–heute Oberstleutnant Martin Wehn

## Besetzungen
Das Heeresmusikkorps Hannover besteht neben dem großen Sinfonischen Blasorchester noch aus weiteren kleineren Besetzungen.
- Egerländerbesetzung
- Combo
- tanzbar! – Die Tanzband des Heeresmusikkorps 1
- Holzbläserbesetzung in variabler Stärke
- Bläserquartett „Take Four“
- Blechbläserensembles HMK Hannover

## Tonträger (Auswahl)
Heeresmusikkorps Hannover:
- Unter dem Bundesadler, Phonogram, Hamburg 1967
- Traditionsmärsche 2. Hannover, Dresden-Sachsen, 1973
- Traditionsmärsche 3. Bayern, Baden-Württemberg, 1973
- Deutsche Märsche, RCA-Schallplatten, Hamburg 1977
- So schön klingt Marschmusik, RCA-Schallplatten, Hamburg 1979
- Vierundzwanzig Traditionsmärsche deutscher Länder, Phonogram, Hamburg 1979
- Jubiläumskonzert, Arminia, 1981
- Die schönsten Märsche der Heimat und der Grosse Zapfenstreich, Karussell, Hamburg 1985
- 30 Jahre Heeresmusikkorps 1 Hannover, Leuenhagen und Paris 1986
- So schön ist Marschmusik, GeHeTon, Quickborn 1987
- Heeresmusikkorps 1 Hannover, Leuenhagen und Paris 1989
- Vom Wecken bis zum Zapfenstreich, Polygram-Musik-Vertrieb, Hamburg 1992
- Die ewige Super-Hitparade der Marschmusik, BMG Ariola, Hamburg 1993
- Die internationale Hitparade der Marschmusik, BMG Ariola-Miller, Quickborn 1994
- Da Capo, Bauer-Studios Ludwigsburg 1994
- Im Konzert, Bauer-Studios, Ludwigsburg 1999
- Grüße aus Hannover, Bauer-Studios, Ludwigsburg 2009
- Hocuspocus, 2011